# 熊本トラックターミナル
熊本トラックターミナル（くまもとトラックターミナル）は、熊本県熊本市東区にある公共トラックターミナルである。九州自動車道熊本インターチェンジの近隣に位置する。九州高速道路ターミナル株式会社が管理運営し、77,742平方メートルの敷地に、管理棟・荷扱棟・給油所・タイヤサービス施設などを有する。供用開始は1976年（昭和51年）6月24日。1日あたりの貨物取扱能力は約1,350トンである。

## 所在地
- 熊本市東区小山3丁目2番50号

## 沿革
- 1976年06月24日　供用開始

## 施設
- 敷地面積　77,742平方メートル
- バース数　54バース
- ヤマト運輸御領営業所
- 福山通運熊本東営業所
- セイノースーパーエクスプレス熊本営業所

### 付帯設備
- 仮眠室
- 給油設備
- タイヤサービス
- 浴場